# Vaginoplàstia
La vaginoplàstia és una cirurgia plàstica reconstructiva i un procediment cosmètic per al canal vaginal i la seva membrana mucosa i de les estructures vulvovaginals els quals poden estar absents o danyats a causa d'una malaltia congènita (per exemple, atrèsia vaginal) o per raó d'una causa adquirida (per exemple, trauma físic del part, càncer).
Com a tal, el terme vaginoplàstia descriu en general qualsevol d'aquestes reconstruccions, mentre que el terme neovaginoplàstia descriu específicament els procediments de qualsevol construcció o reconstrucció del complex vulvo-vaginal parcial o total. A vegades es refereix com "rejoveniment vaginal", "cirurgia estètica vaginal", o "cirurgia vaginal cosmètica". El rejoveniment vaginal és sovint dues cirurgies diferents combinades: la labioplàstia i la vaginoplàstia. La labioplàstia és una reducció dels llavis per a reduir o canviar la forma dels llavis menors de l'exterior de la vagina. En la vaginoplàstia la cirurgia es porta a terme mitjançant l'eliminació de l'excés de mucosa vaginal i l'enduriment dels teixits i els músculs tous que l'envolten.
L'evolució postoperatòria de la vaginoplàstia és variable, en general permet el coit (relacions sexuals) després d'una setmana, tot i que la sensibilitat no sempre pot estar present. En dones en edat fèrtil, la menstruació i la fertilització s'asseguren quan l'úter i els ovaris han conservat les seves funcions normals; en uns pocs casos, el part vaginal és possible.
En la cirurgia de reassignació de sexe, algunes dones trans i intersexuals se sotmeten a una vaginoplàstia. La vaginoplàstia de reassignació de sexe és una intervenció quirúrgica que suposa la transformació dels òrgans genitals masculins en estructures que recreen la morfologia femenina. Per tant, comprèn la recreació d'un introit, llavis majors i menors, el meat uretral i el clítoris, així com una cavitat vaginal suficient per poder mantenir relacions sexuals satisfactòries. L'activitat sexual després del postoperatori també és possible, encara que requereix de més temps de recuperació. La sensibilitat és generalment molt bona i poden arribar a l'orgasme. Una diferència important entre la vaginoplàstia en dones trans i la vaginoplàstia en dones cis és que en el cas de la vaginoplàstia trans cal realitzar dilatacions de la vagina gradualment per, després, poder mantenir relacions sexuals amb penetració sense problemes.
El terme "vaginoplàstia" també s'aplica a himenotomia, que és la creació d'una obertura en un himen imperforat i la himenorrafia, que és la recreació d'un trencament de l'himen.

## Procediment vaginoplàstic

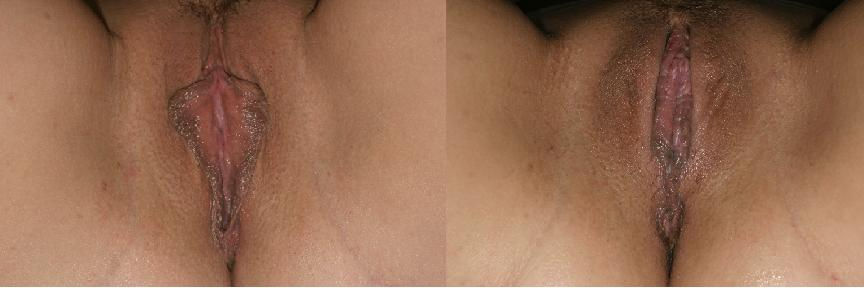
Vaginoplàstia: aspecte abans de l'operació (esquerra), i aspecte després d'operar (dreta) d'una reducció de llavis

La vaginoplàstia utilitza autotrasplantaments de teixits biològics del mateix pacient, per a la construcció d'àrees de la vagina i àrees del complex vulvovaginal. Els teixits disponibles per a la correcció quirúrgica inclouen la mucosa oral, penjoll de pells, empelt de pells, llavis vaginals o la pell del penis, teixit de l'escrot i mucosa intestinal en el cas de la vaginoplàstia trans. Els factors físics que limiten les dimensions vaginals són la Fascia Denonvilliers rectoprostática (profunditat) i l'elevador de l'anus muscular (diàmetre); per tant, en pacients trans que volen passar per aquest procés, l'estretor prevalent de la pelvis en persones assignades homes en néixer pot reduir l'àrea disponible per a ser utilitzada per a la vaginoplàstia.

## Història a l'Estat espanyol
El 1983 es va despenalitzar la cirurgia de reassignació genital a l'Estat espanyol. Abans d'aquesta data, les operacions es feien a l'estranger (a Casablanca especialment) o de forma clandestina, com ho demostrà la mort de Lorena Capelli per una peritonitis deguda a la vaginoplàstia que li van practicar a Barcelona als anys setanta.
Aquestes operacions, però, no arribaren al sistema de salut pública fins que, l'any 2000, l'Hospital Carlos de Haya de Màlaga (ara Hospital Universitario Regional) començà a oferir-les. Vint-i-dos anys després, ja es practiquen vaginoplàsties als hospitals públics de les següents comunitats autònomes: Madrid, Andalusia, Euskadi, País Valencià i Catalunya.